# Lynn Stalmaster
Lynn Arlen Stalmaster (* 17. November 1927 in Omaha, Nebraska; † 12. Februar 2021 in Los Angeles, Kalifornien) war ein US-amerikanischer Casting Director und Schauspieler, der in seiner Laufbahn bei fast 400 Film- und Fernsehproduktionen mitwirkte. Für seine Verdienste wurde er 2016 mit dem Ehrenoscar ausgezeichnet.

## Leben
Stalmaster war der ältere Bruder des Schauspielers Hal Stalmaster (* 1940). Nach einer Laufbahn bei der United States Army erhielt Stalmaster Nebenrollen in den Filmen Die Hölle von Korea und Stählerne Schwingen sowie in Fernsehserien. Nachdem er für das Hörspiel Big Town erstmals als Casting Director tätig gewesen war, etablierte er sich auf diesem Gebiet und gab die Schauspielerei auf. 1955 eröffnete er seine eigene Castingagentur und galt damit als einer der ersten selbständig tätigen Casting Directors in Hollywood.
Den Höhepunkt seiner Karriere hatte Stalmaster in den 1970er-Jahren, in denen er bei mehr als vierzig Filmen mitwirkte. Zudem war Stalmaster auch als Casting Director für mehrere Fernsehserien verantwortlich. Im Laufe seiner Karriere war Stalmaster an fast 400 Filmproduktionen beteiligt.
Nach dem 2006 erschienenen Film A Lobster Tale beendete Stalmaster seine Laufbahn als Casting Director. Er war zweimal verheiratet und ist Vater von zwei Kindern. Für seine Verdienste wurde Stalmaster 2016 als erste in diesem Fachgebiet tätige Person mit dem Ehrenoscar der Academy of Motion Picture Arts and Sciences ausgezeichnet.

## Filmografie (Auswahl)

### Als Casting Director
- 1958: Laßt mich leben (I Want to Live!)
- 1961: Urteil von Nürnberg (Judgment at Nuremberg)
- 1962: Spiel zu zweit (Two for the Seesaw)
- 1963: Ein Kind wartet (A Child Is Waiting)
- 1963: Puppen unterm Dach (Toys in the Attic)
- 1964: Lady in a Cage
- 1964: Küss mich, Dummkopf (Kiss Me, Stupid)
- 1965: Die größte Geschichte aller Zeiten (The Greatest Story Ever Told)
- 1965: Vierzig Wagen westwärts (The Hallelujah Trail)
- 1965: Nymphomania (A Rage to Live)
- 1966: Die Russen kommen! Die Russen kommen! (The Russians Are Coming, the Russians Are Coming)
- 1966: Der Glückspilz (The Fortune Cookie)
- 1966: Die Rückkehr der glorreichen Sieben (Return of the Seven)
- 1967: In der Hitze der Nacht (In the Heat of the Night)
- 1967: Die Lady und ihre Gauner (Fitzwilly)
- 1968: Mit eisernen Fäusten (The Scalphunters)
- 1968: Thomas Crown ist nicht zu fassen (The Thomas Crown Affair)
- 1969: So reisen und so lieben wir (If It’s Tuesday, This Must Be Belgium)
- 1969: Ein Frosch in Manhattan (The April Fools)
- 1969: Die Brücke von Remagen (The Bridge at Remagen)
- 1969: Eine Witwe mordet leise (What Ever Happened to Aunt Alice?)
- 1969: Nur Pferden gibt man den Gnadenschuß (They Shoot Horses, Don’t They?)
- 1969: Viva Max!
- 1970: Zu spät für Helden – Antreten zum Verrecken (Too Late the Hero)
- 1970: Monte Walsh
- 1971: Lawman
- 1971: Valdez (Valdez Is Coming)
- 1971: Anatevka (Fiddler on the Roof)
- 1971: Harold und Maude (Harold and Maude)
- 1972: Die Cowboys (The Cowboys)
- 1972: Zum Teufel mit Hosianna (The Wrath of God)
- 1972: Beim Sterben ist jeder der Erste (Deliverance)
- 1972: Junior Bonner
- 1972: Jeremiah Johnson
- 1972: Kalter Hauch (The Mechanic)
- 1972: Das war Roy Bean (The Life and Times of Judge Roy Bean)
- 1973: Scorpio, der Killer (Scorpio)
- 1973: Das letzte Kommando (The Last Detail)
- 1973: Der Schläfer (Sleeper)
- 1974: Begrabt die Wölfe in der Schlucht (Billy Two Hats)
- 1974: Abschied von einer Insel (Conrack)
- 1975: Mandingo
- 1975: Rollerball
- 1976: Trans-Amerika-Express (Silver Streak)
- 1976: Dieses Land ist mein Land (Bound for Glory)
- 1977: Schwarzer Sonntag (Black Sunday)
- 1977: Audrey Rose – das Mädchen aus dem Jenseits (Audrey Rose)
- 1977: New York, New York
- 1978: Coming Home – Sie kehren heim (Coming Home)
- 1978: Teufelskreis Alpha (The Fury)
- 1978: Eine ganz krumme Tour (Foul Play)
- 1978: Damien – Omen II (Damien: Omen II)
- 1978: U-Boot in Not (Gray Lady Down)
- 1978: Convoy
- 1978: Superman
- 1979: The Rose
- 1979: Willkommen Mr. Chance (Being There)
- 1979: Zehn – Die Traumfrau (10)
- 1980: Zwei wahnsinnig starke Typen (Stir Crazy)
- 1980: Jahreszeiten einer Ehe (A Change of Seasons)
- 1980: Superman II – Allein gegen alle (Superman II)
- 1981: Caveman – Der aus der Höhle kam (Caveman)
- 1981: Kein Mord von der Stange (Looker)
- 1981: Blow Out – Der Tod löscht alle Spuren (Blow Out)
- 1982: Die unglaubliche Reise in einem verrückten Raumschiff (Airplane II: The Sequel)
- 1982: Rambo (First Blood)
- 1982: Tootsie
- 1982: T. J. Hooker
- 1983: Die Dornenvögel (The Thorn Birds)
- 1983: Der Stoff, aus dem die Helden sind (The Right Stuff)
- 1983: Starflight One – Irrflug ins Weltall (Starflight: The Plane That Couldn't Land)
- 1983: Projekt Brainstorm (Brainstorm)
- 1984: Menschen am Fluß (The River)
- 1984: Supergirl
- 1985: Das Messer (Jagged Edge)
- 1986: 9½ Wochen (9½ Weeks)
- 1987: The Untouchables – Die Unbestechlichen (The Untouchables)
- 1987: Schlappe Bullen beißen nicht (Dragnet)
- 1988: Eine Frau steht ihren Mann (Switching Channels)
- 1989: Immer Ärger mit Bernie (Weekend at Bernie’s)
- 1989: Die Glücksjäger (See No Evil, Hear No Evil)
- 1990: Filofax – Ich bin du und du bist nichts (Taking Care of Business)
- 1996: Schatten einer Liebe (To Gillian on Her 37th Birthday)
- 2000: Battlefield Earth – Kampf um die Erde (Battlefield Earth: A Saga of the Year 3000)
- 2006: A Lobster Tale

### Als Schauspieler
- 1951: Die Hölle von Korea (The Steel Helmet)
- 1951: Stählerne Schwingen (Flying Leathernecks)